# Michele Canini
Michele Canini (ur. 5 czerwca 1985 w Brescii) – włoski piłkarz występujący na pozycji środkowego obrońcy. Zawodnik Cremonese, do którego jest wypożyczony z Atalanty BC.

## Kariera klubowa
Michele Canini jest wychowankiem klubu Atalanta BC, w której trenował od 2000 do 2004 roku. Następnie został wypożyczony do grającego w Serie C1 Sambenedettese, w którym od razu wywalczył sobie miejsce w podstawowej jedenastce. Przez cały sezon rozegrał 33 ligowe pojedynki i razem z zespołem zajął czwarte miejsce w grupie B.
Latem 2005 roku Włoch podpisał kontrakt z Cagliari Calcio, które za dwa miliony euro wykupiło połowę praw do jego karty. W Serie A Canini zadebiutował 28 sierpnia w przegranym 2:1 meczu ze Sieną. W pierwszym sezonie w barwach nowej drużyny włoski defensor w linii obrony grywał najczęściej z Alessandro Agostinim, Francesco Begą i Diego Lópezem. Cagliari w końcowej tabeli pierwszej ligi zajęło czternastą pozycję, a Canini wystąpił w 30 spotkaniach Serie A, w tym 29 w wyjściowym składzie. Włodarze "Rossoblu" dopłacili działaczom Atalanty trzy miliony euro i pozyskali tym samym Włocha na stałe. Przed rozpoczęciem sezonu 2006/2007 Canini zerwał więzadła krzyżowe i w trakcie całych rozgrywek wziął udział tylko w czterech ligowych pojedynkach. W sezonie 2007/2008 włoski piłkarz zanotował 18 występów, w tym 17 w podstawowej jedenastce. Następnie Canini przedłużył swój kontrakt z Cagliari do 2012 roku.

## Kariera reprezentacyjna
Canini ma za sobą występy w młodzieżowych reprezentacjach Włoch. Grywał we wszystkich kategoriach wiekowych i łącznie rozegrał 40 meczów. Wziął między innymi udział w Mistrzostwach Świata U-20 2005, na których razem z zespołem dotarł do ćwierćfinału oraz w Mistrzostwach Europy U-21 2006 i Mistrzostwach Europy U-21 2007, jednak na obu tych turniejach Włosi odpadli już w rundzie grupowej.